# Eclipse Sirius
Sirius ist ein Projekt der Eclipse Foundation auf dessen Basis Softwaremodellierungswerkzeuge erstellt werden können. Es basiert auf dem Eclipse Modeling Framework für die Modellierung und dem Graphical Modeling Framework zur Darstellung. Ein Anwendungsgebiet ist die grafische Darstellung von Softwaresystemen, wenn eine domänenspezifische Sprache verwendet wird. Es entstand 2007 aus einer Zusammenarbeit der Thales Group und Obeo. UML Designer ist eine Anwendung, die auf Eclipse Sirius fußt.

## Geschichte
Sirius wurde erstmals auf der EclispeCon 2013 vorgestellt. Mit Eclipse Oxygen wurde Sirius 5 veröffentlicht. Es unterstützt hochauflösenden Bildexport und die Nutzerfreundlichkeit wurde verbessert. Mit Sirius 6 wurden unter anderem kontextsensitive Vorschläge für Werkzeuge hinzugefügt.